# Anton Tjermasjentsev
Anton Viktorovitj Tjermasjentsev (på russisk: Антон Викторович Чермашенцев) (født 21. juni 1976 i Novosibirsk, Sovjetunionen) er en russisk tidligere roer.
Tjermasjentsev var en del af den russiske otter, der vandt en bronzemedalje ved OL 1996 i Atlanta. Pavel Melnikov, Andrej Glukhov, Vladimir Sokolov, Nikolaj Aksjonov, Dmitrij Rozinkevitj, Sergej Matvejev, Roman Montjenko, Vladimir Volodenkov og styrmand Aleksandr Lukjanov udgjorde resten af besætningen. Han var også med i otteren ved OL 2000 i Sydney, hvor russerne dog kun opnåede en 9. plads.

## OL-medaljer
- 1996:  Bronze i otter